# Nito Alves
Nito Alves, nascido Alves Bernardo Baptista (Piri, Dembos, Angola, 23 de Julho de 1945 – Luanda, 1977), foi ministro do Interior de Angola desde a independência em 11 de Novembro de 1975, até à data em que o presidente Agostinho Neto aboliu o cargo em Outubro de 1976. Fazia parte da linha dura do Movimento Popular de Libertação de Angola (MPLA) organizando uma ruptura partidária conhecida como Fraccionismo, tornando-se conhecido internacionalmente devido a tentativa de golpe de Estado em Angola em 1977.
Nito Alves opunha-se a Agostinho Neto nos temas da política externa de não-alinhamento, socialismo evolutivo e multiracialismo. Alves favorecia o reforço das relações com a União Soviética e defendia a concessão de bases militares Soviéticas em Angola. Sendo apoiante da União Soviética, representou o MPLA no 25º Congresso do Partido Comunista Soviético em Fevereiro de 1977.
A 21 de Maio de 1977 o MPLA expulsou-o do partido, acção que culminou com a tentativa de golpe de estado de 27 de Maio. Nito Alves e os seus apoiantes invadiram a prisão de Luanda, libertando outros apoiantes, e assumiram o controlo da estação de rádio nacional em Luanda. As forças leais a Neto, com o apoio dos soldados cubanos, rapidamente restabeleceram a ordem e prenderam os envolvidos. Se por um lado Cuba apoiava Neto, Alves afirmou que a União Soviética tinha apoiado o golpe.
No rescaldo do golpe fracassado os dirigentes do MPLA ordenaram à Direcção de Informação e Segurança em Angola (DISA) que procedesse a uma gigantesca purga em todo o país, para eliminar facções dentro do partido, assassinando dezenas de milhares de pessoas (estimadas entre 30.000 e 80.000), na sua maior parte sem qualquer ligação ao golpe .